# Andover (Connecticut)
Andover és una població dels Estats Units a l'estat de Connecticut. Segons el cens del 2005 tenia 3.209 habitants.
Va ser fundada el 1848 i el seu nom ve d'Andover (Hampshire, Anglaterra).

## Demografia
Segons el cens del 2000, Andover tenia 3.036 habitants, 1.150 habitatges, i 861 famílies. La densitat de població era de 75,8 habitants per km².
Dels 1.150 habitatges en un 37,5% hi vivien nens de menys de 18 anys, en un 64,3% hi vivien parelles casades, en un 8% dones solteres, i en un 25,1% no eren unitats familiars. En el 19% dels habitatges hi vivien persones soles el 5,6% de les quals corresponia a persones de 65 anys o més que vivien soles. El nombre mitjà de persones vivint en cada habitatge era de 2,64 i el nombre mitjà de persones que vivien en cada família era de 3,04.
Per edats la població es repartia de la següent manera: un 27,3% tenia menys de 18 anys, un 4,3% entre 18 i 24, un 34,9% entre 25 i 44, un 25,7% de 45 a 60 i un 7,7% 65 anys o més.
L'edat mediana era de 38 anys. Per cada 100 dones de 18 o més anys hi havia 98,2 homes.
La renda mediana per habitatge era de 67.452 $ i la renda mediana per família de 75.000 $. Els homes tenien una renda mediana de 47.543 $ mentre que les dones 36.167 $. La renda per capita de la població era de 30.273 $. Aproximadament l'1,8% de les famílies i el 2,5% de la població estaven per davall del llindar de pobresa.